# Клей Томпсон
Клей Александр Томпсон (англ. Klay Alexander Thompson; нар. 8 лютого 1990) — американський професійний баскетболіст який виступає за команду Національної баскетбольної асоціації «Dallas Mavericks». Чотириразовий чемпіон НБА у складі Ворріорз, п'ятиразовий учасник матчу всіх зірок. Грає на позиції атакуючого захисника. Син колишнього професійного баскетболіста Майкла Томпсона, 1-го номера драфту НБА 1978 року і дворазового чемпіона НБА.
Клей Томпсон був вибраний 11-м піком в 1-му раунді НБА драфта 2011 року в «Golden State Warriors». В сезоні 2014 року разом з своїм партнером по команді та захисній лінії Стефеном Каррі реалізували 484 триочкових кидки та встановили новий рекорд в лізі. Внаслідок цього їхній дует отримав прізвисько «Splash Brothers».